# Ordine di Trujillo
L'Ordine di Trujillo è stato un ordine cavalleresco dominicano.

## Storia
L'Ordine è stato fondato il 13 giugno 1938 dal presidente Rafael Leónidas Trujillo ed abolito il 6 dicembre 1961 dal presidente Joaquín Balaguer.

## Classi
L'Ordine disponeva delle seguenti classi di benemerenza:
- collare: presidente della Repubblica Rafael Leónidas Trujillo
- gran croce con stella d'oro: capi di stato stranieri, ex presidenti e vice presidenti
- gran croce con stella d'argento: membri della corte suprema, ministri di stato, ambasciatori e arcivescovi metropoliti
- grand'ufficiale: alti funzionari di governo e chiesa
- commendatore: governatori di provincia, direttori di accademie, rettori di università e autori
- ufficiale: presidi di scuola, colonnelli e civili di grado equiparabile
- cavaliere

## Insegne
- Il  nastro era bianco con sottili bordi verdi.